# انتونیو ایریوندو
انتونیو ایریوندو (انگلیسی: Antonio Iriondo؛ زادهٔ ۳ نوامبر ۱۹۵۳) بازیکن فوتبال اهل اسپانیا است.